# Cedrobaena
Cedrobaena es un género extinto de tortuga baénida del Cretácico Superior y el Paleoceno Superior. Cedrobaena fue encontrado en la Formación Hell Creek en los estados de Dakota del Sur y Dakota del Norte en Estados Unidos, también en Wyoming, Montana y Colorado. Los restos encontrados en la Cantera Cedar Point de Wyoming datan del Paleoceno Superior. La especie tipo es Cedrobaena putorius, la cual fue nombrada en 1972. El género Plesiobaena, otro baénido, es también del límite K/T.